# Rajd Safari 1996
Rezultaty Rajdu Safari (44. Safari Rally Kenya), eliminacji Rajdowych Mistrzostw Świata w 1996 roku, który odbył się w dniach 5-7 kwietnia. Była to druga runda czempionatu w tamtym roku. Bazą rajdu było miasto Nairobi.

## Wyniki końcowe rajdu
| Msc.                   | Kierowca               | Pilot                  | Samochód                  | Czas                   | Strata                 | Grupa                  | Punkty                 |
| Klasyfikacja generalna | Klasyfikacja generalna | Klasyfikacja generalna | Klasyfikacja generalna    | Klasyfikacja generalna | Klasyfikacja generalna | Klasyfikacja generalna | Klasyfikacja generalna |
| ---------------------- | ---------------------- | ---------------------- | ------------------------- | ---------------------- | ---------------------- | ---------------------- | ---------------------- |
| 1                      | Tommi Mäkinen          | Seppo Harjanne         | Mitsubishi Lancer Evo III | 12:41.24               | 0.0                    | A8 M                   | 20                     |
| 2.                     | Kenneth Eriksson       | Staffan Parmander      | Subaru Impreza 555        | 12:55.40               | +14.16                 | A8 M                   | 15                     |
| 3.                     | Ian Duncan             | David Williamson       | Toyota Celica GT-Four     | 13:23.24               | +44.00                 | A8                     | 12                     |
| 4.                     | Colin McRae            | Derek Ringer           | Subaru Impreza 555        | 13:48.28               | +1:07.04               | A8 M                   | 10                     |
| 5.                     | Piero Liatti           | Mario Ferfoglia        | Subaru Impreza 555        | 14:06.54               | +1:27.30               | A8 M                   | 8                      |
| 6.                     | Kenjiro Shinozuka      | Pentti Kuukkala        | Mitsubishi Lancer Evo III | 14:44.39               | +2:03.15               | A8 M                   | 6                      |
| 7.                     | Stig Blomqvist         | Benny Melander         | Ford Escort RS Cosworth   | 15:09.27               | +4:27.28               | A8 M                   | 4                      |
| 8.                     | Hideaki Miyoshi        | Tinu Khan              | Subaru Impreza Estate     | 15:50.20               | +3:09.08               | N4                     | 3                      |
| 9.                     | Patrick Njiru          | Rick Mathews           | Subaru Impreza Estate     | 15:58.44               | +3:17.32               | N4                     | 2                      |
| 10.                    | Jonathan Toroitich     | Ibrahim Choge          | Toyota Celica Turbo 4WD   | 17:08.41               | +4:27.29               | A8                     | 1                      |
| PWRC                   |                        |                        |                           |                        |                        |                        |                        |
| 1 (8.)                 | Hideaki Miyoshi        | Tinu Khan              | Subaru Impreza Estate     | 15:50.20               | -                      | N4                     |                        |
| 2 (9.)                 | Patrick Njiru          | Rick Mathews           | Subaru Impreza Estate     | 15:58.44               | +8:24                  | N4                     |                        |
| 3 (11.)                | Jim Heather-Hayes      | Surinder Thatthi       | Subaru Impreza 555        | 18:54:15               | +3:03:55               | N4                     |                        |

1. ↑  Litera M przy oznaczeniu grupy do której należy samochód oznacza, iż tylko ci kierowcy zdobywali punkty dla swoich zespołów liczonych w klasyfikacji producentów na koniec sezonu.

## Klasyfikacja po 2 rundach
Tabele przedstawiają tylko pięć pierwszych miejsc.

### Kierowcy
| Lp. | Kierowca         | Pkt |
| --- | ---------------- | --- |
| 1   | Tommi Makinen    | 40  |
| 2   | Kenneth Eriksson | 23  |
| 3   | Colin McRae      | 22  |
| 4   | Carlos Sainz     | 15  |
| 5   | Ian Duncan       | 12  |

### Producenci
| Lp. | Producent           | Pkt |
| --- | ------------------- | --- |
| 1   | Mitsubishi Ralliart | 97  |
| 2   | 555 Subaru WRT      | 93  |
| 3   | Ford Motor Co. Ltd. | 53  |